# はしご形神経系

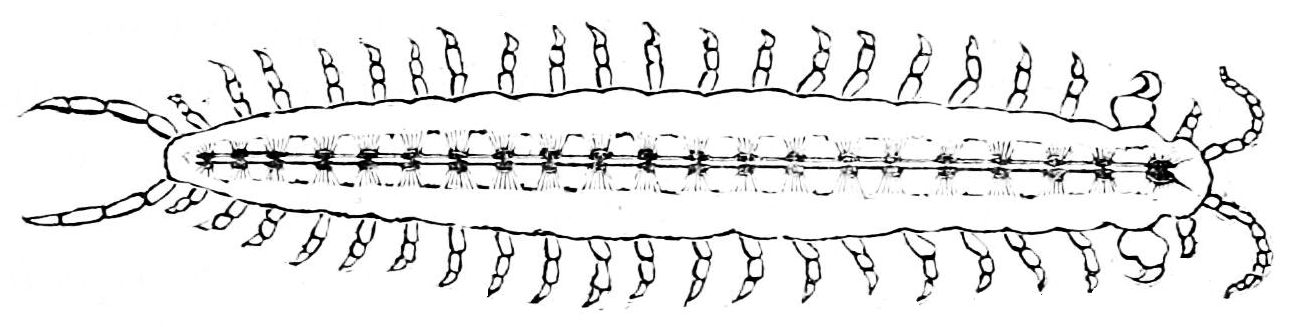
多足類の神経系略図

はしご形神経系は、動物の神経系の主要な型のひとつである。中枢神経として体を前後に走る神経索が1対あり、それらが左右の連絡でつながって、全形がほぼはしご形になっている。体節制との関わりが深いと考えられてきた。

## 概説
動物の神経系には様々なものがあるが、その大まかな形はいくつかの類型にまとめられる。その大きな一つがこのはしご形神経系（ladder-like nerve system）である。これは、中枢神経として体を前後に走る神経索（nerve cord）が左右1対あって、そこに一定間隔で神経節（ganglia）があり、それらが左右の神経連絡によってつなぎ合わされている、というものである。つまり縦の神経索二本が一定間隔で横の連絡を持ち、全体がはしごの形に見える、というものである。
この型は体節制との関連が強いと考えられてきた。体節制では、個々の体節に主要器官がみな揃っていて、それが繰り返されることで大きな体が形作られる、と考える。神経系にそれを当てはめれば、個々の体節に神経節があるべきである。神経索が左右1対あるのは無脊椎動物では珍しくないから、そこにこの理念を結びつけると、はしご形ができる。
しかし、実際にははしごらしい形が見て取れるわけではなく、縦走する神経索がごく近接する例や、互いに融合する場合が少なくない。したがって、むしろ概念的な意味での形を示した言葉と見た方がいいであろう。また、体節がない動物でもはしご形かそれに近い神経系を持つ例もある。はしご形かそれに近い神経系を持つとされる動物には以下のようなものがある。
- 環形動物
- 節足動物
- 軟体動物
- 有爪動物
- 緩歩動物
- 紐形動物

なお、扁形動物の神経系はかご状神経系といわれるが、これをもはしご状という場合がある。

## 環形動物

多毛類の神経系
体前端部

体節制がもっともはっきり見られるのは環形動物においてである。はしご形神経系についても一応はそうであるが、かなりの変形も見られる。
多毛類の場合、主要な神経は腹面に一対、腸管の下の体壁内側を前後に走る腹神経索がある。その前端では口前葉に脳があり、その側面後方から消化管の下をくぐるように腹面に咽頭神経連鎖が続く。ここから体の後方に腹神経索が伸び、体節ごとに神経節があって、左右のそれを繋ぐ神経連絡が見られる。ただし、この腹神経索は体の中央よりに縦走しており、互いに癒合している例が多い。したがって実際にははしご形に見えるような構造が見られないことも多い。
各体節の神経節からは、体の外側へ神経が伸び、その先に疣足神経節というのがある。群によってはこれにも縦の連絡があり、こちらもはしご状になる。
ミミズ類、ヒル類でも基本的にははしご形であるが、腹神経索はきわめて密接に並んでおり、往々にして共通の鞘に収まっているので、見かけ上は1本に見える。
ユムシ類は環形動物に関わりが深いとされるが、神経系は胴部には腹神経索一本だけとなっている。ただしその内部では神経細胞の束は二つに分かれており、また、幼生ではこれが一対の神経索に数珠状に神経節が配置した姿で見られる。

## 節足動物

昆虫の神経系模式図

節足動物では、環形動物に似た体節制と、そこからの発展としての異規体節化が明確に見られる。神経系についてもそれが当てはまる。
一般に頭部は口の前後の複数体節が融合して形成されるが、神経系においても脳は複数の神経節が融合して形成される。ここでも口の後方では数節分が癒合している例が多い。
そこから食道を囲んで食道神経環があり、そこから体の後ろに一対の腹神経索が伸び、各体節に神経節と横の連絡がある。これがはしご的な部分であるが、実際には互いに接近している上、神経節の部分では互いに密着している例が多く、はしご形であることは、それらの間の部分でそこに間隙があることで判断できる程度である。多足類など同規体節的な性質の強いものではこの部分が長く、はしご形が比較的強く残るが、甲殻類や昆虫、クモガタ類では神経の集中がより強く、はしご形の残る部分が少なくなっている。

### 関連する群
節足動物に近い形質を持つと同時に異質な面がある動物は、有爪動物（カギムシ）と緩歩動物（クマムシ）という、節足動物と共に汎節足動物を構成する動物門がある。かつては独立した動物門とされたシタムシ（舌形動物）は、後に節足動物の甲殻類に分類されるようになった。しかし節足動物としてシタムシの構造はかなり特殊化しており、ここでは便宜上に節足動物から分けて記述する。
これらの動物群の神経系を見ると、明確に節足動物らしいはしご形神経系を持つのがクマムシ類である。脳とそこから後方に続く神経索には足の対と同じ四対の神経節がある。シタムシ類では寄生性のために神経系は退化的である。中枢神経は前方にまとまっているが、所々でその中央に裂け目があり、元は左右一対であったものが癒合したことが窺える。
これに対してカギムシ類では、はしご形に近いものの特殊である。脳から後方へ伸びる腹神経索は体の腹面両側を走り、それらの間を横の神経連絡がつないでいる点でははしご形なのだが、この連絡の数が非常に多く、各環節あたりに9-10本もある。

## 軟体動物
軟体動物では、基本的な構造としては環形動物に近い神経系を持つ。つまり周食道神経環から後方へ神経索が対をなして伸びる形である。ただし体節ごとに神経節があるのではなく、神経節は口の上（脳にあたる）、口の下、およびその後方に四対あるのが基本の形である。神経索は二対あり、各所で横の連絡を持つから、全体としてははしご形に近い形である。
多板類と無板類ではこの基本形に近い構造が見られる。多板類の場合、口の後ろで消化管を取り囲む周食道神経環から体の後方へ走る神経索は体の左右に二対ずつあり、外側を側神経幹、内側を足神経幹という。これらの間には互いに横の連絡を取るように神経連合が発達するため、全体としては三本のはしごを密着させたような形を取る。なお、単板類の場合、内側の足神経幹の対の間には連絡がないため、左右に一対のはしごが並んだようになっている。
このことは多板類の殻や鰓、体表の毛の配列にも体節的な特徴があることと並んで、軟体動物が体節制を持つ祖先から由来したとの考えの基礎となった。発生面では環形動物との共通点が強いこともあって、このことはほぼ定説的に考えられたこともある。しかし、その後の系統学的検討からは、軟体動物の祖先が体節を持っていたとの判断はでていない。むしろ、無脊椎動物の多くで、体軸方向に走る神経索は左右に対をなす例が多く、両者の間に連絡ができた場合、はしご形になってしまう、という風に見た方がよいかも知れない。

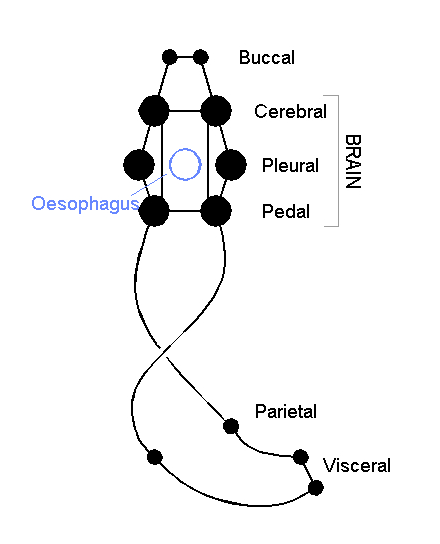
腹足類の神経系略図

なお、これ以外の軟体動物では、体軸方向に著しく短縮化が生じており、神経系の形が大きく変形している。腹足類の場合、頭部付近の口球神経節、脳神経節あたりまでははしご形の形がある程度維持されるが、以降は短縮され、また多くの群ではこの間にねじれを生じて形が複雑になっている。前腮類では足神経幹の間のはしご状がわずかに見られる場合もある。二枚貝類では4対ないし三対の神経節とその間の神経連鎖が見られる。掘足類でも神経索がごく短縮しているものの神経節の配置はほぼ認められる。
このほかに腹毛動物と動吻動物では腹面側に体を縦走する一対の神経索があり、特に動吻動物では神経節の体節的な配置が見られる。

## その他
ファーブルは狩りバチが幼虫の餌となる昆虫を殺すのではなく麻痺させていることに気がついた。そこでその獲物のとらえ方を観察し、神経節が特に集中している場所を刺してその昆虫を麻痺させていることを見いだした。そこで、神経節が集中していない昆虫、たとえばイモムシを餌とする種ではどうかと調べたところ、頭からすべての体節に針を順番に刺しているのを確認し、獲物の神経系について非常によく知っていると感心している。
なお、神経系の集中している場所は頭部から胸部の間の腹面が多いから、ハチは昆虫の頭部と胸部の間の腹側に針を刺す例が多い。ところが、相手が肉食性の強いものの場合、相手の顎のそばに近づかねばならず、なかなかに危険である。日本ではハンミョウの幼虫を狩るツヤアリバチがこれを行い、しばしば失敗して逆に獲物にされるという。クモを狩るものでもこの点では似ており、往々にしてクモの正面から顎の下に飛び込まねばならない。
一部で、無脊椎動物が頭を切り落としてもなかなか死なないことなどを指してはしご形神経系であるため、という言い方をされていることがある。たとえば、ハチは腹部だけになっても刺す能力があり、これははしご形神経系であるため、といった風であるが、これは必ずしも関係ない。はしご形神経系では体中に神経節があるため、それぞれ独立に動けるのだ、との判断であろうが、これは単に神経系の上での機能の配分の問題である。管状神経系においても、脳だけでなく脊髄も中枢神経であり、それなりの中枢としての機能を持っているのが普通である。カエルの場合、脳を切断したいわゆる脊髄ガエルは水に浸せば脚をかいて泳ぐし、背中に酢酸をしみこませた濾紙片を乗せると後ろ足を操ってこれを掻き落とす。